# Death Is the Only Mortal
Death Is the Only Mortal è il sesto album in studio del gruppo metalcore statunitense The Acacia Strain, pubblicato nel 2012.

## Tracce
1. Doomblade – 4:17
2. Our Lady of Perpetual Sorrow – 4:30
3. Go to Sleep (featuring Kirk Windstein) – 4:13
4. Brain Death – 4:16
5. The Mouth of the River – 4:27
6. Dust & the Helix – 2:11
7. Victims of the Cave – 4:08
8. Time & Death & God – 5:47
9. The Chambered Nautilus – 4:29
10. House of Abandon – 6:58